# Chênedouit
Chênedouit foi uma comuna francesa na região administrativa da Normandia, no departamento Orne. Estendia-se por uma área de 9,05 km². Em 2010 a comuna tinha 170 habitantes (densidade: 18,8 hab./km²).
Em 1 de janeiro de 2016, passou a formar parte da nova comuna de Putanges-le-Lac.